# Meerut Cantonment
Meerut Cantonment es una ciudad y acantonamiento situado en el distrito de Meerut en el estado de Uttar Pradesh (India). Su población es de 93312 habitantes (2011). 

## Demografía
Según el censo de 2011 la población de Meerut Cantonment era de 93312 habitantes, de los cuales 53024 eran hombres y 40288 eran mujeres. Meerut Cantonment tiene una tasa media de alfabetización del 84,33%, superior a la media estatal del 67,68%: la alfabetización masculina es del 87,99%, y la alfabetización femenina del 79,48%.